# Kitāb al-hayawān

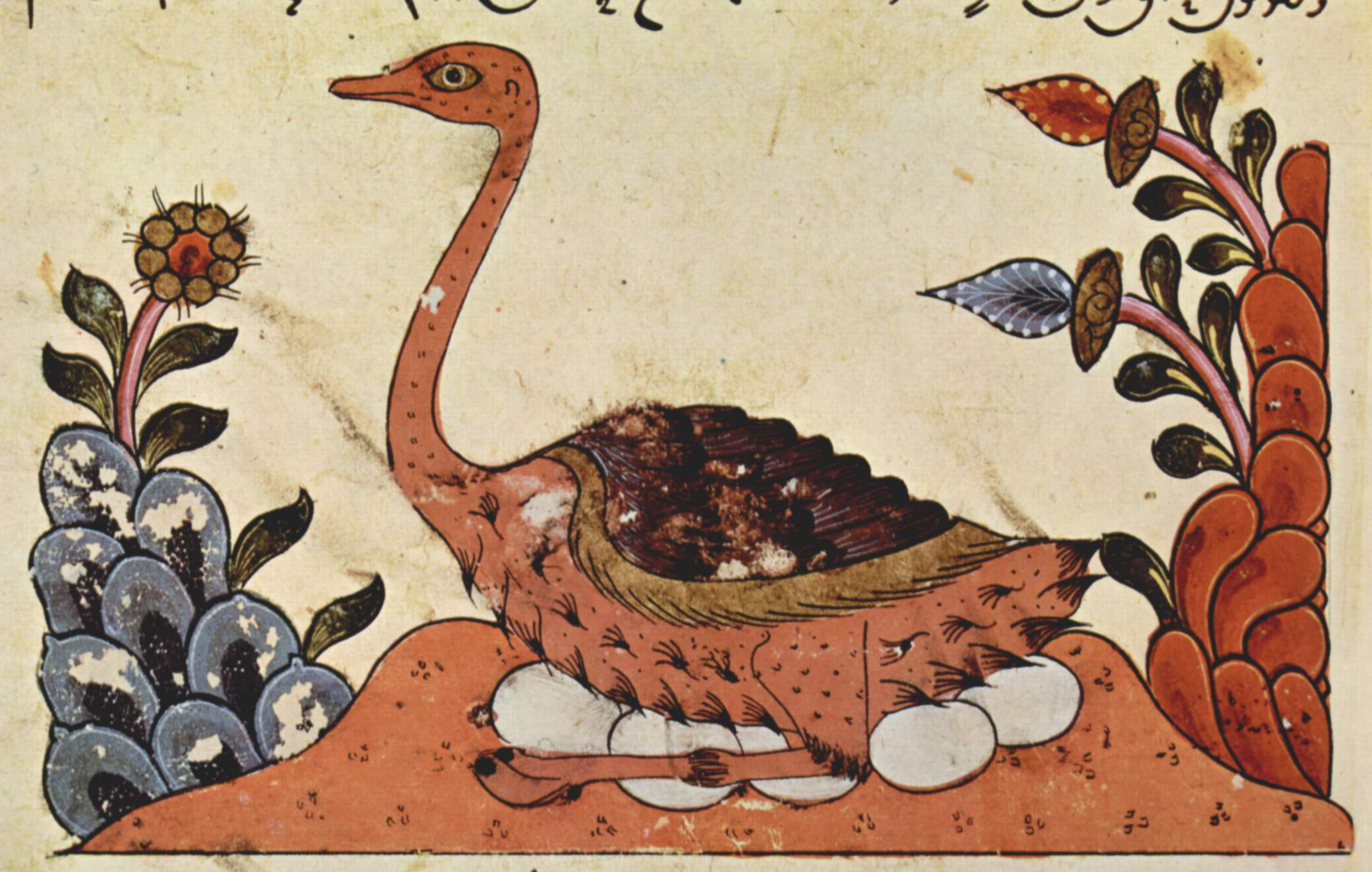
Imatge del Llibre dels animals d'al-Jàhidh

Kitab al-hayawan (àrab: كتاب الحيوان, Litāb al-ḥayawān) o Llibre dels animals és el nom de diversos texts de zoologia àrabs de l'edat mitjana, el més famós dels quals és un aplec de traduccions de les obres de zoologia d'Aristòtil.

## L'obra d'Aristòtil
Aquest llibre, la traducció del qual s'atribueix a Yahya ibn al-Batriq, consta de 19 maqalat o tractats extretes de:
- Historia animalium (maqalat 1-10, tot i que la desena es considera apòcrifa)
- Partibus animalium (maqalat 11-14)
- Generatione animalium (maqalat 15-19)

El llibre arribà a Occident traduït per Miquel Scot. Aquesta traducció fou de referència en diverses universitats fins al segle xv, fins i tot després que Willem van Moerbeke, el 1260, en fes una traducció directa del grec.

## L'obra d'al-Jàhidh
Aquesta obra conté set volums de contes, proverbis, anècdotes i descripcions en format poètic. Hi apareixen més de 350 animals. Al-Jàhidh posa l'accent en la influència del medi ambient; estableix principis semblants a la teoria de la selecció natural, hi parla de la influència del medi ambient i de les cadenes alimentàries.